# Romanz
 (juillet 2014).
Romanz est un quatuor de musique vocale sud-africain formé en 2008 et dissout en 2014.

## Composition
Il est composé de :
- Burgerd Botha (2008–2014) ;
- Christopher Lee Viljoen (2008–2014) ;
- André Venter (2008–2014) et
- Adam Barnard (2008–2014)[1].

## Style
Le quatuor chante principalement en afrikaans et en anglais, des airs d'opéra et de la pop.

## Histoire
En 2011, ils ont été candidats à la présélection suisse pour le Concours Eurovision de la chanson 2012 avec le chant "For you".
Le quatuor est dissout en 2014,.
Adam Barnard est mort le 6 mai 2022.

## Discographie

### Album en studio
- 2009 : My Hele Hart (en)
- 2009 : Bly Getrou (en)
- 2010 : Ek Sal Getuig (en)
- 2011 : 'N Duisend Drome (en)
- 2012 : Hou Vas
- 2012 : With All My Heart (en)
- 2013 : Lig Jou Stem Op (en)

### Album en concert
- 2010 : Treffers Live (CD)
- 2011 : Ek Sal Getuig 'Live' (CD)

## DVD
- 2010 : Treffers Live (DVD)
- 2011 : Ek Sal Getuig 'Live' (DVD)